# Supercoppa spagnola 2008 (pallavolo maschile)
La Supercoppa spagnola 2008 si è svolta il 5 ottobre 2008: al torneo hanno partecipato due squadre di club spagnole e la vittoria finale è andata per la terza volta, la seconda consecutiva, al Pòrtol.

## Regolamento
Le squadre hanno disputato una gara unica.

## Squadre partecipanti
| Squadra  | Qualificazione                  | Ultima partecipazione    |
| -------- | ------------------------------- | ------------------------ |
| Pòrtol   | Vincitrice SVM 2007-08          | Supercoppa spagnola 2007 |
| Numancia | Vincitrice Coppa del Re 2007-08 | Debutto                  |

## Torneo
| 5 ottobre 2008 Polideportivo El Parque, Albacete Durata: 1h:43 - Spettatori: ? | Pòrtol | 3 - 1 | Numancia | 23-25, 25-18, 25-21, 25-16 |